# يانغ غوي
يانغ غوي هو سياسي صيني، ولد في 28 مايو 1928، وتوفي في 10 أبريل 2018. نشط حزبياً في الحزب الشيوعي الصيني.